# Волков Сергій Олександрович
Сергі́й Олекса́ндрович Во́лков (1 квітня 1973, Чугуїв, Харківська область, Українська РСР, СРСР) — російський льотчик і космонавт. Син космонавта Олександра Олександровича Волкова. Підполковник ВПС Росії. Перший у світі космонавт у другому поколінні.

## Освіта
У 1990 році Сергій Волков закінчив середню школу в Зоряному містечку.
У 1995 році закінчив Тамбовське вище військове авіаційне училище льотчиків імені Марини Раскової.

## Служба у ВПС
З 5 березня по 30 квітня 1996 року — льотчик.
1996—1997 — старший льотчик, помічник командира корабля Іл-76 авіаційної ескадрильї управління і ретрансляції 353-го авіаполку особливого призначення 8-ї Авіаційної дивізії особливого призначення, селища Чкаловський Московської області.
Освоїв літаки Л-29, Л-39, Ту-134, Іл-22, Іл-76, має наліт більше 500 годин.

## Космонавтика

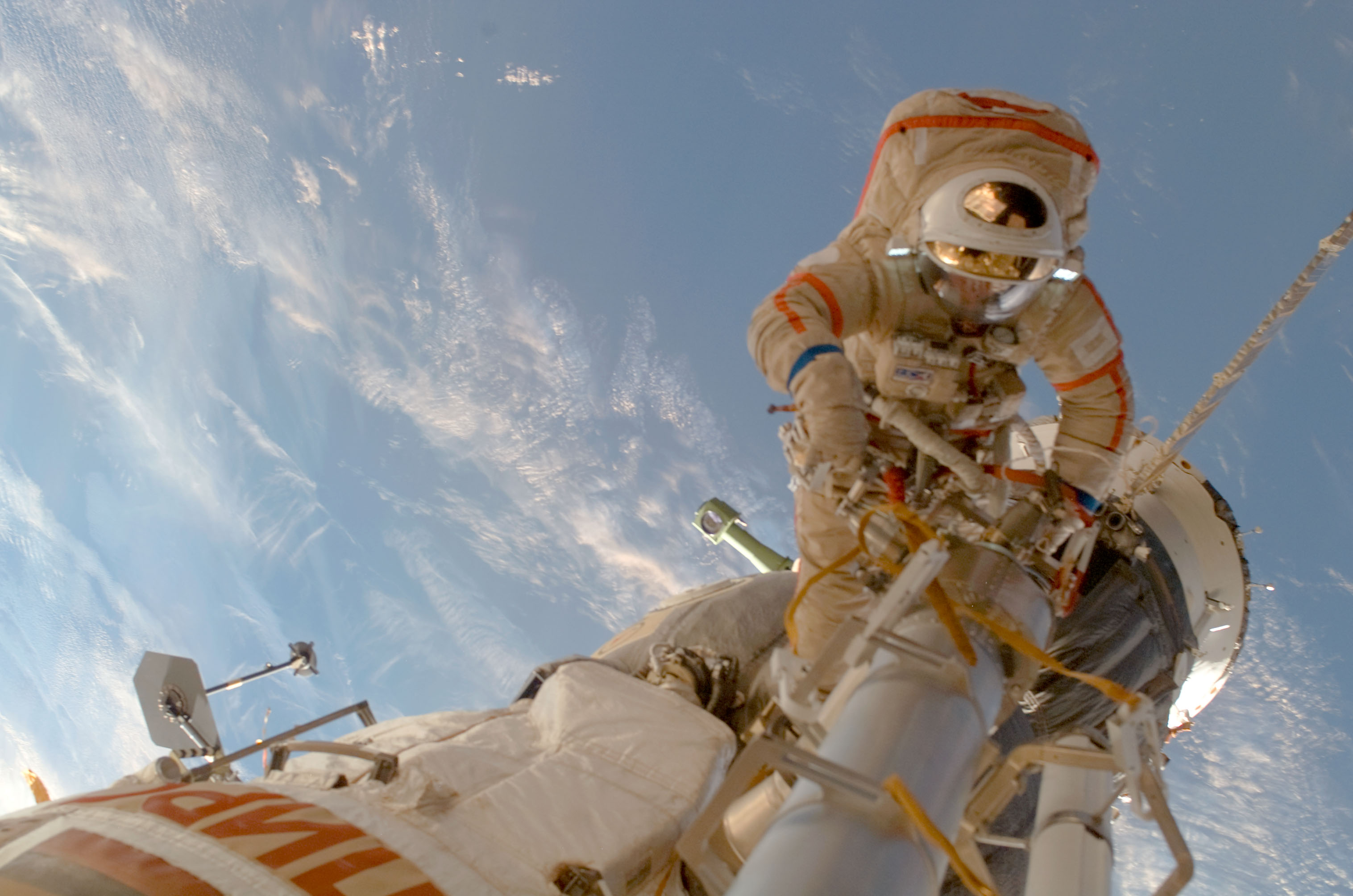
15 липня 2008, Волков під час другого виходу у космос.

28 липня 1997 року — зарахований в загін космонавтів.
У листопаді 1999 року закінчив дворічний курс підготовки космонавтів, йому була присвоєна кваліфікація — космонавт-випробувач.
5 січня 2000 по липень 2001 року — проходив підготовку за програмою польотів на МКС у складі групи космонавтів.
З вересня 2001 по лютий 2003 року проходив підготовку як командир корабля «Союз ТМА».
Сергій Волков був дублером першого космонавта Бразилії Маркоса Понтеса, який здійснив космічний політ на кораблі «Союз ТМА-8» з 30 березня по 8 квітня 2006 року.
Попереднє рішення про призначення Сергія Волкова командиром 17-ї довготривалої експедиції МКС було прийнято в серпні 2006 року спільно Роскосмосом і НАСА.
Перший політ у космос. 6 листопада 2007 року Сергій Волков був затверджений командиром корабля «Союз ТМА-12» і 17-ї експедиції МКС. До складу екіпажу «Союзу ТМА-12» були включені Олег Кононенко і перший космонавт з Південної Кореї Ко Сан. 10 березня 2008 року замість Ко Сана в екіпаж була призначена Ї Со-йон. 8 квітня 2008 року експедиція стартувала на кораблі «Союз ТМА-12», а 10 квітня корабель «Союз ТМА-12» пристикувався до Міжнародної космічної станції. Під час польоту у складі 17-ї експедиції на МКС зробив два виходи у відкритий космос: 10 і 15 липня 2008 року тривалістю 6 годин 18 хв. і 5 годин 54 хв. відповідно. 24 жовтня 2008 року повернувся на Землю. Особливістю МКС-17 стало те, що вперше обидва російські космонавти в її складі були новачками у космосі. Раніше таке бувало тільки в найперших групових польотах в 1960-х роках.
Другий політ у космос здійснив з 7 червня по 22 листопада 2011 року як командир ТПК «Союз ТМА-02М» і бортінженер експедицій МКС-28/29. У ході польоту виконав один вихід у відкритий космос тривалістю 6 год. 12 хв.
Третій політ у космос розпочався 2 вересня 2015 року — був командиром ТПК «Союз TMA-18M» і бортінженером експедицій МКС-45/МКС-46. 3 лютого 2016 року здійснив свій четвертий вихід у відкритий космос, він тривав 4 год. 45 хв.. На Землю повернувся кораблем «Союз TMA-18M» 2 березня 2016 року. Волков провів у космосі понад 183 дні.

## Нагороди
За мужність і героїзм під час космічного польоту указом Президента Російської Федерації Д. А. Медведєва від 6 лютого 2009 року С. А. Волкову присвоєно звання Герой Російської Федерації.

## Родина
Одружений, виховує сина.